# Liget
Liget é um município da Hungria, situado no condado de Baranya. Tem 12,07 km² de área e sua população em 2019 foi estimada em 390 habitantes.